# 192 (numero)
Centonovantadue (192)  è il numero naturale dopo il 191 e prima del 193.

## Proprietà matematiche
- È un numero pari.
- È un numero composto e ha i seguenti quattordici divisori: 1, 2, 3, 4, 6, 8, 12, 16, 24, 32, 48, 64, 96, 192. Poiché la somma dei divisori (escluso il numero stesso) è 316 > 192 è un numero abbondante.
- È un numero semiperfetto in quanto pari alla somma di alcuni (o tutti) i suoi divisori.
- È un numero di Harshad nel sistema numerico decimale.
- È un numero felice.
- È un numero 47-gonale e un numero 65-gonale.
- È parte delle terne pitagoriche (56, 192, 200), (80, 192, 208), (144, 192, 240), (192, 220, 292), (192, 256, 320), (192, 360, 408), (192, 494, 530), (192, 560, 592), (192, 756, 780), (192, 1015, 1033), (192, 1144, 1160), (192, 1530, 1542), (192, 2300, 2308), (192, 3069, 3075), (192, 4606, 4610), (192, 9215, 9217).
- È pari al prodotto dei quattro più piccoli numeri naturali non primi (1, 4, 6 e 8).
- È un numero palindromo nel sistema di numerazione posizionale a base 7 (363).
- È un numero pratico.

## Astronomia
- 192P/Shoemaker-Levy è una cometa periodica del sistema solare.
- 192 Nausikaa è un asteroide della fascia principale del sistema solare.

## Astronautica
- Cosmos 192 è un satellite artificiale russo.